# ZEONOGRAPHY
ZEONOGRAPHY（ジオノグラフィー）は、ガンダムシリーズに登場するジオン公国軍系統のモビルスーツを題材とした、バンダイの販売によるフィギュアシリーズである。正式名称はGUNDAM FIX FIGURATION ZEONOGRAPHY。ジオノとも略される。

## 概要
2003年11月からGUNDAM FIX FIGURATION（以下GFF）のスピンオフシリーズとして発売されたモビルスーツのフィギュアシリーズ。
「ジオン公国軍のモビルスーツを立体化する」という基本コンセプトの元、GFFとは対になるシリーズとして位置づけられており、全商品はGFF同様にカトキハジメがプロデュースとデザインのリファインを行なった。同じく原型製作やマーキング等の担当の分業と開示も行なわれており、マーキングデザイン紺野祐二、パッケージデザイン海野大輔、パッケージ写真高瀬ゆうじなどシリーズ通してのスタッフは多くがGFFと共通している。パッケージは白を基調としたGFFのものと対照的に、黒やグレーを基調とした暗いカラーリングのものとなっている。
全てのラインナップがパーツの差し替えによりバリエーション機等が再現できるコンバーチブル仕様となっているのも特徴。ほぼ同一のモデルをカラーリング違いなど仕様に変化を持たせ2種類同時に発売する場合が多く、ナンバーの後にa/bの記号を与えることで区別している。
ジオン軍モビルスーツのシリーズでありながら中でもメジャーな存在と言えるシャア専用ザク、一般的な量産型ザクが未発売に終わるという例を見ないシリーズである。

## 商品一覧
#3001a MS-06F/06R-2 ZAKU II [JOHNNY RIDDEN] 高機動型ザク［ジョニー・ライデン機］
パーツの組み換えにより高機動型ザクR-2型から量産型ザクF型に換装できるアイテム。どちらもカラーリングはジョニー・ライデンのパーソナルカラーに準じている。シリーズ全体に言えるがザクの脛がザクF2型に見られるような上部形状が面取りされた所謂カトキザクの意匠になっている(#3007のザクフリッパーを除く)。タンポ印刷される機体ナンバーは、何れに換装してもMSVジョニー・ライデン用R-2型ザクの大河原邦男画稿から402となる。原型製作は高橋信仁。2003年11月発売。
#3001b MS-06F/06R-1 ZAKU II [SHIN MATSUNAGA] 高機動型ザク［シン・マツナガ機］
パーツの組み換えにより高機動型ザク06R-1型から量産型ザクF型に換装できるアイテム。カラーリングはシン・マツナガのパーソナルカラーに準じているが、量産型ザクF型の形態に関してはゲームで良く知られている“頭と肩のみが白”ではなく、MSVの初期設定にあった06R型に乗り換える前とされた全身が白系色のカラーリングとなっている。このカラーの機体は近年になりMSV-Rにて量産型ザクFS型として新たに発表されている。シン・マツナガの乗機はMS-06R-1Aとする記述もあるが、R-1からの改修機説が一般的でありどちらでも正解とされている。機体ナンバーはMSVシン・マツナガ用R-1A型ザクの大河原画から573。#3001aとはカラーリング及び一部パーツが異なる。原型製作は高橋信仁。2003年11月発売。
#3002a YMS-09 PROTOTYPE DOM [MS-09 DOM] プロトタイプドム［MS-09 ドム］
#3002b YMS-09D DOM TROPICAL TEST TYPE [MS-09 DOM] ドム・トロピカルテストタイプ［MS-09 ドム］
それぞれパーツの差し替えで、a版がプロトタイプドムからドム通常カラーへ、b版がドム・トロピカルテストタイプからドムの砂漠戦運用カラー版に換装できるアイテム。脚は前作のザクのように脛下を丸ごと換装するのではなく、芯のパーツに外装を換装して再現している。機体ナンバーはa版がMSVプロトタイプドムの大河原画稿から326、b版がトロピカルテストタイプの画稿から631。原型製作は鵜殿一佳。2004年3月発売。
#3003 MS-05B ZAKU [RAMBA RAL] [MS-06C ZAKU II] 旧型ザク［ランバ・ラル機］
パーツの組み換えで旧型ザクから量産型ザクC型に換装できる。素体を初めとして多くのパーツは#3001のものを流用しており、どちらもカラーリングはランバ・ラルのパーソナルカラーに準じており、旧型ザクのデザインもランバ・ラル仕様となっているが、肘の形状などが量産型ザクIIのままとなる。オリジナル武装としてRX-78GP02サイサリスのものと良く似た核弾頭バズーカが付属する。機体ナンバーは旧型ザク、量産型ザクC型ともに31。これは1/100プラモデルキットマスターグレード「ランバラル専用ザクI」の設定から。原型製作は高橋信仁。2004年6月発売。
#3004a MS-10 PEZUN DOWADGE [MS-09R RICK DOM] ペズンドワッジ［リックドム］
#3004b MS-09RS RICK DOM [CHAR AZNABLE] [MS-10 PEZUN DOWADGE] シャア専用リックドム
パーツの組み換えでペズンドワッジからリックドムに換装できる。素体であるリックドムの多くのパーツは#3002のものを流用しており、相違点としては近年1/100プラモデル マスターグレード「リック・ドム」で新たに設定された背部メインスラスター、リヤスカート部が大型化したものとなっている。またリック・ドムと換装する都合からペズン・ドワッジのデザインが本シリーズでは珍しく大幅にリファインされている。aとbの違いはカラーリングのみで、2パターンあるペズン・ドワッジのカラー設定が再現されている（a版は紫系、b版は赤系）。a版のリック・ドムは上記設定と同様#3002aのドムよりも明るい紫のカラーリングで、b版ではシリーズ初のシャア・アズナブル専用機カラーとなった。機体ナンバーはa版がリック・ドムの大河原画から013、b版が1/100プラモデルキットマスターグレード「シャア専用ザク」が初出で後に公式設定となったA12。原型製作は鵜殿一佳。2004年9月発売。
#3005a MS-06F2 ZAKU II TYPE F2 [MS-06D ZAKU DESERT TYPE] F2型 ザク［ザクデザート］
#3005b MS-06F2 ZAKU II TYPE F2 [MS-06D ZAKU DESERT TYPE] F2型 ザク［ザクデザート］
パーツの組み換えでザクF2型からザクデザートに換装できる。ザクF2型は元々『センチネル0079』が初出のカトキの代表作と言えるデザイン（リファイン）のモビルスーツで、カトキのプロデュースによるZEONOGRAPHYでの商品化は特別な意味を持っていた。付属する豊富な武器等のオプションパーツでOVA『機動戦士ガンダム0083 STARDUST MEMORY』に登場した「ノイエン・ビッター隊」の各機体に近く再現できる。aとbの違いはカラーリングのみで、それぞれ『機動戦士ガンダム0083』でのイエローとグリーンのカラーを再現している（a版はむしろザクデザートに寄せた濃い色合いで、b版も濃淡2色の緑色なのでライトグリーン1色のビッター機とは若干イメージが異なる）。b版の緑色のザクデザートは過去の媒体でも見られないオリジナルの配色となっている。機体ナンバーはa版がザクデザートのMSV画から226。b版は215。これは1/144 MSVプラモデルキット「ザクデザート」のボックスアートに見られる機体番号26、15を踏襲したもの。原型製作は高橋信仁（F2型ザク）、赤羽一宏（ザクデザート）。2004年11月発売。
#3006a MS-14B GELGOOG [JOHNNY RIDDEN] [MS-14A GELGOOG] 高機動型ゲルググ［ジョニー・ライデン機］
#3006b MS-14C GELGOOG CANNON TYPE [MS-14A GELGOOG] ゲルググキャノン［量産型ゲルググ］
パーツの組み換えで高機動型ゲルググ、ゲルググキャノン、量産型ゲルググの3機間で換装できる。aとbの違いはカラーリングのみで、a版はジョニー・ライデンのカラーリング、b版はトーマス・クルツのパーソナルカラーに準じている。トーマス機はスプリッター迷彩が良く知られているが、大河原画稿及び1/144 MSVプラモデルキット「ゲルググキャノン」のボックスアートに見られる同じ機体ナンバーのグレーのカラーリングを再現している。肘の可動範囲が狭くてほとんど可動させられないが、後の#3010では若干改修されている。機体のナンバーはa版がジョニー・ライデン機のMSV画から010、b版のトーマス・クルツ機も同様に58となる。原型製作は高橋信仁。2005年2月発売。
#3007 MS-11 ACT ZAKU [MS-06E-3 ZAKU FLIPPER] アクトザク［ザクフリッパー］
パーツの組み換えでMS-Xシリーズアクトザクからザクフリッパーに換装できる。カラーリング違いでの2種類同時発売ではない商品は#3003以来である。アクトザクはMS-X以外にも『機動戦士Ζガンダム』に1話だけ登場し、本アイテム発売当時の映画『機動戦士Ζガンダム 星を継ぐ者』でもわずかに登場はしていたが、映像未登場のザクフリッパーと併せマイナー機同士での特殊なラインナップと言える。タンポ印刷される機体ナンバーも交換パーツの多さもあって初めてコンバーチブル間でそれぞれ違う番号となっている。アクト・ザクはMS-X大河原画から量産化実験機のナンバー02を採用。ザクフリッパーの032に関してはMSV大河原画稿では「MS-06Eザク強行偵察型」と同じ025なのだが、頭部カメラにある32を元に再現している。これは既にMS-06Eの商品展開を計画していた為とも云われている。原型製作は赤羽一宏。2005年6月発売。
#3008 MS-07B-3 GOUF CUSTOM [MS-08TX EFREET] グフカスタム［イフリート］
パーツの組み換えでグフカスタムからイフリートに換装できる。ZEONOGRAPHYのコンセプト通りカトキがOVA『機動戦士ガンダム 第08MS小隊』でデザイン担当をしたグフカスタムの立体化はザクF2型と並っで記念すべきものと云える。原型製作は鵜殿一佳。機体ナンバーは型式番号からそのまま採っておりグフカスタムが07、イフリートが08。2005年9月発売。
#3009a MSM-07 Z'GOK [MSM-08 ZOGOK] [EMS-05 AGG] 量産型ズゴック［ゾゴック・アッグ］
#3009b MSM-07S Z'GOK CHAR AZNABLE [MSM-08 ZOGOK] [EMS-05 AGG] シャア専用ズゴック［ゾゴック・アッグ］
パーツの差し替え・着脱でズゴックとゾゴック、アッグに換装できる。シリーズとしては初めて（GUNDAM FIX FIGURATIONも含め）バリエーション機ではなく根本的に異なる3機間のコンバーチブル仕様として発売された。極端にプロポーションが異なるアッグに換装可能であることは、模型情報誌等でも大きなサプライズとして発売直前まで伏せられていた。aとbの違いはカラーリングのみである。機体に入るナンバーは、a版がズゴックの大河原画を参考に021を3機全てで採用。b版はそれぞれの機体が画稿で存在するので、それに合わせてシャア専用ズゴックが07S、ゾゴックが247、アッグが752となる。原型製作は佐藤直樹（ズゴック）、鵜殿一佳（ゾゴッグ）、高橋信仁（アッグ）。2006年2月発売。
#3010a MS-17 GALBALDYα [YMS-14 GELGOOG] ガルバルディα［シャア専用ゲルググ］
#3010b MS-17 GALBALDYα [MS-14 GELGOOG] ガルバルディα［量産型ゲルググ］
パーツの差し替えでガルバルディαからゲルググに換装できる。製品ではシャア専用ゲルググの型式番号が(MS-14S)と併記されているが、リックドムがMS-R09だったのと同様、初期のアニメ公式設定でもある。量産型ゲルググの型式番号もMS-14Aとされる場合も多いが、本アイテムではMS-14と記載されている。aとbの違いはカラーリングのみで、2パターンあるガルバルディαのカラー設定が再現されている（a版は赤系、b版は緑系）。ゲルググのa版はシャア・アズナブルのパーソナルカラーに、b版は量産機の共通色にそれぞれ準じている（YMS-14とMS-14の形状は設定上同一であるため、カラーリング以外の違いはない）。#3010aは#3009bに引き続き連続でのシャア・アズナブル専用機のリリースとなった。#3006をベースに製作されているが、#3006の欠点であった肘の可動範囲の狭さが若干であるが改善されている。機体ナンバーはaカラーがシャア専用ゲルググの大河原画から10S、bカラーも量産型ゲルググの大河原画にあるR03。原型製作は高橋信仁。2006年7月発売。
#3011 MS-18E KÄMPFER [YMS-18 KÄMPFER PROTOTYPE] ケンプファー［ケンプファー（試作機）］
パーツの差し替えでケンプファーからプロトタイプ・ケンプファーに換装できる。特にプロトタイプ・ケンプファーはコミック『エコール・デュ・シエル』に登場したもので、作中で携行するマシンガンを若干大きく造形した重マシンガンが特徴である。機体のナンバーはケンプファーが01、プロトタイプ・ケンプファーが上記コミック作品から28。原型製作は佐藤直樹（ケンプファー及びモデルのメインフレーム、チェーンマイン）、赤羽一宏（試作機外装、主要武装）。2006年11月発売。
#3012 BLACK TRISTAR EX 黒い三連星EX MS-05B 旧型ザク・MS-06R-1A 高機動型ザク・MS-09 ドム［黒い三連星仕様］
『機動戦士ガンダム』DVD-BOX発売記念としてリリースされた合計3体のセット。それぞれ#3003 旧型ザク、#3001b 高機動型ザク、#3002 ドムのリペイント（黒い三連星の搭乗機と同じカラーリング）であるが、旧型ザク及び高機動型ザクは造形上の違いも反映されている。こうしたリペイントセットは過去の例（GUNDAM FIX FIGURATIONにおける『Ζ GUNDAM THE MOVIE EX』）に従えば通し番号は与えられない筈であり、事実パッケージにナンバー表記はないが、付属飾り台では#3012のナンバリングが行なわれている（商品パッケージでは黒い三連星の英名が「BLACK TRIPLE STAR」、飾り台では「BLACK TRISTAR」と混乱がある事からいずれかが誤記と思われるが、本稿では次アイテムのナンバーが#3013である事に鑑みて飾り台の表記を基準とした）。発表時は「MS-06S型ザクII」も含めた4機種のコンバーチブルとされていた(動力パイプが付く脛部とランドセルを付属すれば可能だが価格面などで割愛された)。本来量産型ドムと黒い三連星仕様のドムのカラーリングは同一とされるが、本アイテムでは映画『機動戦士ガンダムII 哀・戦士篇』ポスター等、大河原のイラストレーションで知られる赤いラインの入ったマーキングを採用して差別化が図られている。シリーズ中で唯一機体ナンバーのマーキングをあしらったドライデカール(インスタントレタリング)が付属。それぞれ旧型ザクと高機動型ザク用に02(マッシュ機)、03(ガイヤ機)、06(オルテガ機)。ドム用に60(マッシュ機)、25(ガイヤ機)、12(オルテガ機)の番号が選べる。この各パイロットのナンバー割振りはホビージャパン紙上に掲載されたもので、本製品にナンバーの説明は一切無い。ドムに関しては既にMSVで突撃機動軍マークとナンバー03のガイヤ機の大河原画もあったが、マスターグレードなどと同様にポスター画稿を使っている。2007年2月発売。
#3013 AMX-004-2 QUBELEY Mk-II [AMX-004G QUBELEY MASS PRODUCTION TYPE] キュベレイMk-II [量産型キュベレイ]
パーツの差し替えでキュベレイMk-IIから量産型キュベレイに換装できる。いずれも既にカラーリング設定がされているMSだが、本アイテムはともに濃紫のパール塗装のカラーリングとなっている。量産型キュベレイのみ機体ナンバー012が印刷されているが、これは当時ガンダムエース紙上に連載中のガンダムUCでマリーダ・クルスがプル12であることに合わせたとされる。従来のシリーズ作品と異なり雑誌媒体で原形製作者が明らかにされていないが、パッケージには赤羽一宏と並んで「Moriwaki Shuuji(MIC)」の名が記載されている。作業分担は不明。2007年4月発売。
#3014 R-2 GALLERY EX R-2型ザクEX [高機動型ザク] ギャビー・ハザード機 ロバート・ギリアム機 ビーム兵器試作運用機
高機動型ザクR-2型3体入りセット。ギャビー・ハザード中佐機、ロバート・ギリアム大佐機、エリオット・レムによる試作運用機（パッケージ等にも記載されているが、この機体の型式番号は正確にはMS-06R-2Pである）の3体のカラーバリエーションとなっており、特にエリオット機では増設された脇のダクトやバックパック取り付けステーなど造形上の微細な違いが反映される（そのため腰部の動力パイプ長さが足りないという欠点もある）。また発売直前になって高機動型ザク特有の増加燃料タンクによる太股後ろの膨らみが再現されていない事が発覚、手直ししようにも出荷に間に合わないため急遽申告した購入者に向けて追加パーツを発送する事で対応している。またR-2P型特有の武装としてマラサイのものと良く似たビームライフルが付属する。このセットと#3001aのジョニー・ライデン機を併せれば、設定上全4機とされるR-2型のザクがすべて揃うこととなる。カラーリング設定が改修に伴う塗り替え説や設定そのものの混乱など諸説ある機体だが（ギャビー機とロバート機はバンダイ模型情報及び、講談社ポケット百科モビルスーツバリエーション3巻とで発表時点から入れ替わっていたり、R-2P型でも当初公式設定ではなかったためにジョニー機と同じ赤系のカラーリングのほかRP型同様のピンク系や橙色系、更に緑系と各種媒体で相違がみられていた）、本アイテムではギャビー・ハザード機は黒と濃茶で機体ナンバー457、ロバート・ギリアム機は青と白で機体ナンバー28、ビーム兵器試作運用機は量産機に近い緑のカラーリングでナンバー無しとなっている。#3012同様、パッケージに通し番号は記載されていないが、付属飾り台には#3014となっている。2007年8月発売。
#3*** QUBELEY RED & WHITE EX キュベレイ&キュベレイMk-II
キュベレイとキュベレイMk-IIのセット。#3013のリペイント（それぞれ白と赤のパール塗装）で、商品名に記載は無いがパッケージ背面や付属飾り台によればハマーン・カーン専用機 (AMX-004 (MMS-3)) とプルツー専用機 (AMX-004-3) である。この紅白のカラーリングと年末という発売時期にちなみ、パッケージのクリアカバーには水引の花結びの意匠が描かれている。従来のリペイントセットと同じくパッケージに通し番号が記載されていないが、付属飾り台には「#3***」という特殊なナンバーが振られている。2007年12月発売。
#3015 MSN-02 ZEONG [PERFECT ZEONG] ジオング［パーフェクトジオング］
パーツの差し替えでジオング（試作機形態）からパーフェクトジオング形態に換装できる。ジオング試作機形態ではスカートに付属する新解釈の収納式ランディングギアが特徴。パーフェクトジオング用武装として、漫画『プラモ狂四郎』オリジナルの剣も付属している。同時発売のGFF『フルアーマーガンダム［ブルーVer.］』付属のデカールには『プラモ狂四郎』でのパーフェクトジオング・サッキー竹田仕様を再現するためのマーキングも付随している。機体ナンバーは大河原画から001。原形製作は佐藤直樹。2008年2月発売。

## 未発売アイテム
2009年3月の「魂ネイション2009」会場において｢幻のGFF｣として参考展示された幾つかのアイテムが発表されている。何れも商品原型に塗装を施し、カトキ自らがマーキング等を自作デカールで作成したものであり、発売商品に付属するものと同様の機体名や通しナンバー（全て#3***だが）が入ったディスプレイベースで展示された。
MS-06F ZAKU MINELAYER ザク・マインレイヤー機雷敷設装置を搭載したザク。通常のランドセルとの換装ギミックを盛り込まれていて、股間にあるダボ穴に付属のディスプレイスタンドを差して宇宙空間に浮かぶ機雷散布ポーズが出来るように企画されていた。詳細が発表されていないため不明だが、各部を見る限りこれまでに製品化されたザクとは違った構造をしている事から、企画されていたフレームモデルの可能性が高いと云われている。
MS-06K ZAKU CANNON ザクキャノン(ダークイエロー)ランドセルに180mmキャノンを装備。腰には2連ロケット弾ポッド(ビッグガン)、他にも通常のザクマシンガンなどの武器も付属する予定であった。MSVではこの通常カラーの機体は一般機のため設定とは違うのだが、隊長機用のラビットアンテナタイプの頭部も付属する予定だった。Ζガンダムに登場した青紫のバージョンも商品化が検討されていた。
MS-06K ZAKU CANNON ザクキャノン(グリーン)MSVで有名なイアン・グレーデン中尉の機体。指揮官機として特徴のある頭部のラビットアンテナ、ボディの蜘蛛を模したマーキングなど忠実に再現。
MS-06M ZAKU MARINE ザク・マリンタイプ(イエロー)付属の武装として胸の着脱式｢ブラウニーM8型4連装180mmロケットポッド｣、手持ち武器に｢M6-G型4連装240mmサブロックガン｣が用意されていた。関節部分の防水シーリングは、ザクデザートの防塵カバーと同様はめ込み式で可動が固定されるタイプとなっている。
MS-06M ZAKU MARINE ザク・マリンタイプ(グリーン)ザク・マリンタイプのカラーバリエーション。北太平洋の潜水艦隊｢レッドドルフィン｣仕様。有名な腹部のマーキングも製品化の際にはカラータンポ印刷で表現予定だった。
MS-21C DRA-C ドラッツェ同じ胴部分を持つMS-06F-2の発売当初から商品化が検討されていた。これも付属のスタンドで飛行ポーズが出来るように股間部にダボ穴が付いている。また設定にある着地時のランディングギアを差し替えで再現できる。
RMS-106 HIZACK ハイザック連邦軍の機体ながらジオン系のデザインということでジオノグラフィでの発売が予定されていた。商品化に向けて両脇のミサイルポッドでアウトラインが膨らまないように、立ち姿には気を遣って立体化されている。
他にもグフ重装型、ドワッジ、リゲルグなどの商品化が企画されていたようである。

## 原型師
ここでは担当が明らかなモデルのみ記している。例として#3012の高機動型ザクは#3001を担当した高橋信仁の作（リデコレーション）と思われるものの、商品や雑誌媒体等にクレジットが無いため記述を避けている。
高橋信仁
- 高機動型ザク（ジョニー・ライデン機、シン・マツナガ機）
- 量産型ザク（ジョニー・ライデン機、シン・マツナガ機、ランバ・ラル機）
- 旧型ザク（ランバ・ラル機）
- F2型 ザク（イエローカラー、グリーンカラー）
- 高機動型ゲルググ（ジョニー・ライデン機、トーマス・クルツカラー）
- ゲルググキャノン（ジョニー・ライデンカラー、トーマス・クルツ機）
- 量産型ゲルググ（ジョニー・ライデンカラー、トーマス・クルツカラー、シャア専用機、ノーマルカラー）
- アッグ（ブルーカラー、オレンジカラー）
- ガルバルディα（レッドカラー、グリーンカラー）

鵜殿一佳
- ドム（ノーマルカラー、砂漠戦運用カラー）
- リックドム（ノーマルカラー、シャア専用機）
- プロトタイプドム
- ドム・トロピカルテストタイプ
- ペズンドワッジ（パープルカラー、レッドカラー）
- グフカスタム
- イフリート
- ゾゴック（ブルーカラー、レッドカラー）

赤羽一宏
- ザクデザート（ノーマルカラー、グリーンカラー）
- アクトザク
- ザクフリッパー
- ケンプファー（試作機）
- キュベレイMk-II
- 量産型キュベレイ

佐藤直樹
- ズゴック（ノーマルカラー、シャア専用機）
- ケンプファー（通常形態）
- ジオング
- パーフェクトジオング

Moriwaki Shuuji(MIC)
- キュベレイMk-II
- 量産型キュベレイ